# Isoperla pinta
Isoperla pinta är en bäcksländeart som beskrevs av Theodore Henry Frison 1937. Isoperla pinta ingår i släktet Isoperla och familjen rovbäcksländor. Inga underarter finns listade i Catalogue of Life.